# Mary Ann M'Clintock
Mary Ann M'Clintock ou Mary Ann McClintock (1800-1884) foi uma activista norte-americana conhecida pelo seu papel na formação do movimento sufragista feminino, bem como no abolicionismo.

## Biografia
M'Clintock nasceu a 20 de fevereiro de 1800, em Burlington, Nova Jersey. Era casada com Thomas M'Clintock e ambos investiram nas suas origens Quaker e na reforma social. Thomas sustentou as suas quatro filhas e o seu filho a trabalhar como farmacêutico e ministro. Desde o início do casamento, em 1820, eles viveram em Filadélfia até 1836, quando se mudaram para Waterloo, Nova York. Em 1833, Marry Ann era muito activa nos movimentos anti-escravidão em Filadélfia e foi um dos membros fundadores da Sociedade Feminina Anti-escravidão da Filadélfia. Ela trabalhou em estreita colaboração com a abolicionista Lucretia Mott. Depois de se mudar para Waterloo, Mary Ann assumiu um papel mais activo no movimento sufragista feminino. Mary Ann ajudou na organização da Convenção de Seneca Falls, realizada em julho de 1848. Ela e as suas filhas Elizabeth e Mary Ann também participaram na convenção e assinaram a Declaração de Sentimentos. A base da convenção foi apresentar a Declaração de Sentimentos, documento elaborado por mulheres como Elizabeth Cady Stanton e Lucretia Mott na mesa da cozinha de Mary Ann M'Clintock e que descreve a igualdade de oportunidades entre homens e mulheres. A Declaração de Sentimentos foi modelada a partir da Declaração de Independência e foi o combustível que iniciou o fogo que foi o movimento sufragista que durou até 1920. No entanto, Mary Ann nunca conseguiu votar. Em 1856 ela aposentou-se de volta para a Filadélfia e lá faleceu a 21 de maio de 1884, aos 84 anos.